# 中东之眼
中东之眼（英語：Middle East Eye，MEE）是一家总部位于英国伦敦的新闻网站，主要报道中东和北非的事件。该网站自我描述为“一家成立于2014年4月的独立资助的在线新闻机构”。中东之眼致力于成为中东新闻的主要门户网站，并将其目标受众描述为“所有生活在该地区及其周边地区、深切关心该地区命运的读者群体”。